# Svákov (rozhledna)
Rozhledna Svákov je dřevěná rozhledna, která se nachází asi 630 m západně od Soběslavi v okrese Tábor. Byla vybudována na východním svahu vrchu Svákov nad levým břehem řeky Lužnice, v těsné blízkosti hradiště Svákov. Přímo k rozhledně vede žlutá turistická značka od železniční stanice Soběslav. Rozhledna je přístupná zdarma a celoročně.

## Konstrukce a stavba rozhledny

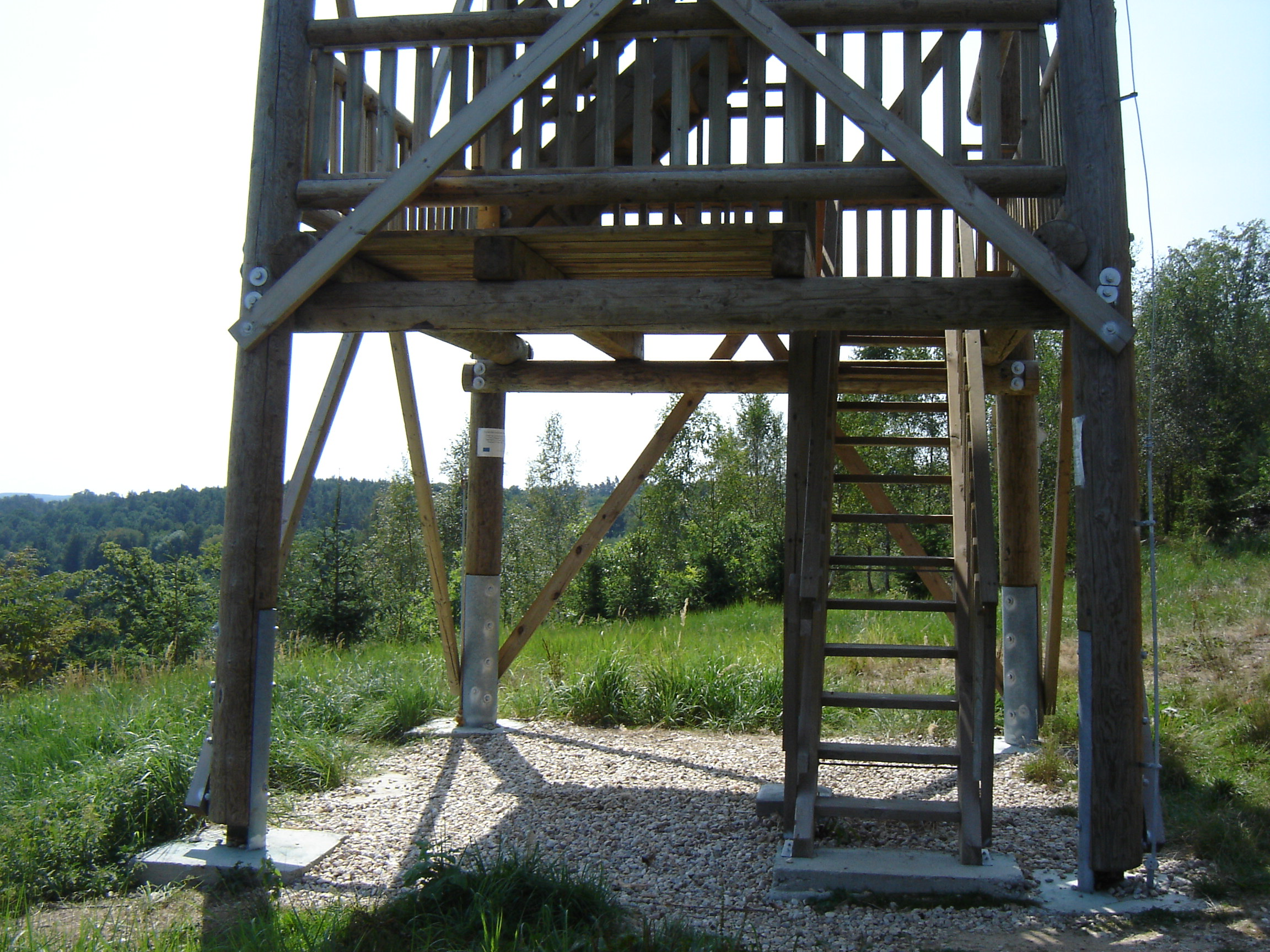
Dolní (vstupní) část rozhledny

Rozhledna je třípatrová se čtvercovým půdorysem o rozměrech 4×4 metry. Na vyhlídkovou plošinu ve výšce 10 metrů vede lomené schodiště s 45 stupni. Střecha je stanová s krytinou z dřevěných šindelů. Stavba rozhledny probíhala od dubna do července 2014, k slavnostnímu otevření došlo 31. července téhož roku.

## Vyhlídka
Z rozhledny je dobrý výhled směrem na východ – na údolí řeky Lužnice, město Soběslav a obec Klenovice. Dobře zřetelné jsou na obzoru vrchy Choustník (689 m n. m. – vzdálený 13 km) a Najdecké čihadlo (692 m n. m. – vzdálený 20 km).